# Skúvoys kommun
Skúvoys kommun (färöiska: Skúvoyar kommuna) är en kommun på Färöarna, belägen på de två öarna Skúvoy och Stóra Dímun. Kommunen är till invånare sett en av de minsta kommunen på Färöarna. Vid folkräkningen 2015 hade kommunen 42 invånare (varav åtta invånare på Stóra Dímun).
I kommunen finns endast två bosättningar: Byn Skúvoy på Skúvoy och gården Dímun på Stóra Dímun.

## Befolkningsutveckling
| Befolkningsutvecklingen i Skúvoys kommun 1985–2015 | Befolkningsutvecklingen i Skúvoys kommun 1985–2015 | Befolkningsutvecklingen i Skúvoys kommun 1985–2015 | Befolkningsutvecklingen i Skúvoys kommun 1985–2015 | Befolkningsutvecklingen i Skúvoys kommun 1985–2015 |
| -------------------------------------------------- | -------------------------------------------------- | -------------------------------------------------- | -------------------------------------------------- | -------------------------------------------------- |
|                                                    |                                                    |                                                    |                                                    |                                                    |
| År                                                 |                                                    |                                                    | Folkmängd                                          |                                                    |
| 1985                                               | 1985                                               |                                                    | 87                                                 |                                                    |
| 1990                                               | 1990                                               |                                                    | 95                                                 |                                                    |
| 1995                                               | 1995                                               |                                                    | 91                                                 |                                                    |
| 2000                                               | 2000                                               |                                                    | 85                                                 |                                                    |
| 2005                                               | 2005                                               |                                                    | 63                                                 |                                                    |
| 2010                                               | 2010                                               |                                                    | 47                                                 |                                                    |
| 2015                                               | 2015                                               |                                                    | 42                                                 |                                                    |
|                                                    |                                                    |                                                    |                                                    |                                                    |